# Volkswagen Polo I
La Volkswagen Polo I est une automobile du constructeur automobile allemand Volkswagen au design très simple. Volkswagen a créé une citadine conçue pour le grand marché potentiel des voitures de petite taille.

## Présentation
La Volkswagen Polo produite entre 1975 et 1981, est une petite voiture à trois portes avec hayon, directement dérivée de la mieux équipée Audi 50 lancée en 1974 et dont la production s'arrêtera en 1978. Son nom vient du jeu de polo et devait établir un lien avec le futur nom de Golf chez Volkswagen[réf. nécessaire]. Le premier modèle de la Polo était la Typ 86 (code interne). En février 1977, une variante berline deux portes avec un coffre classique nommé « Derby » fut introduite pour élargir la gamme. 

### Différentes versions
La Polo était disponible en différentes versions :

#### Phase 1
- N :
- L :
- LS :
- GLS :

#### Phase 2
- CLS :
- Formule E (« économique », dotée du premier Stop & Start) :
- GT :
- LX : uniquement pour l'exportation, série spéciale de clôture de la Polo 1, également commercialisée en Belgique

## Caractéristiques
La Polo I offre une gamme de trois motorisations :
- 895 cm3, essence 4-cylindres en ligne (seulement sur la deux-volumes VW)
- 1 093 cm3, essence 4-cylindres en ligne, 50 ch / 37 kW
- essence 4-cylindres en ligne, 60 ch / 44 kW

La finition de base était chichement équipée et reste la plus rare : panneaux intérieurs de portes en carton, pas de verrouillage de la serrure de porte côté passager, pas de contact d'éclairage intérieur combiné aux portes ni de pare-soleil ou de poignée supérieure de maintien. La finition « L » était presque identique à celle de sa sœur de chez Audi, la 50. Quand il apparut clairement qu'Audi n'était pas à sa place sur le segment des petites voitures, la 50 disparaîtra et la Polo sera progressivement mise au niveau de cette dernière. L'ultime version, la GLS, apparaît en 1978.
En 1979, un lifting intervint, principalement la calandre et les pare-chocs maintenant couverts de plastique. En outre, la Polo GT de 60 ch a été lancée.
Bien que la fin de la Typ 86 fût fixée à juin 1981, la Formule D apparut en janvier 1981, équipée d'une nouvelle boîte à quatre rapports. 
Carrosserie : trois-portes dotée d'un hayon et deux portes avec coffre de malle (appelée « Derby »).

## Galerie

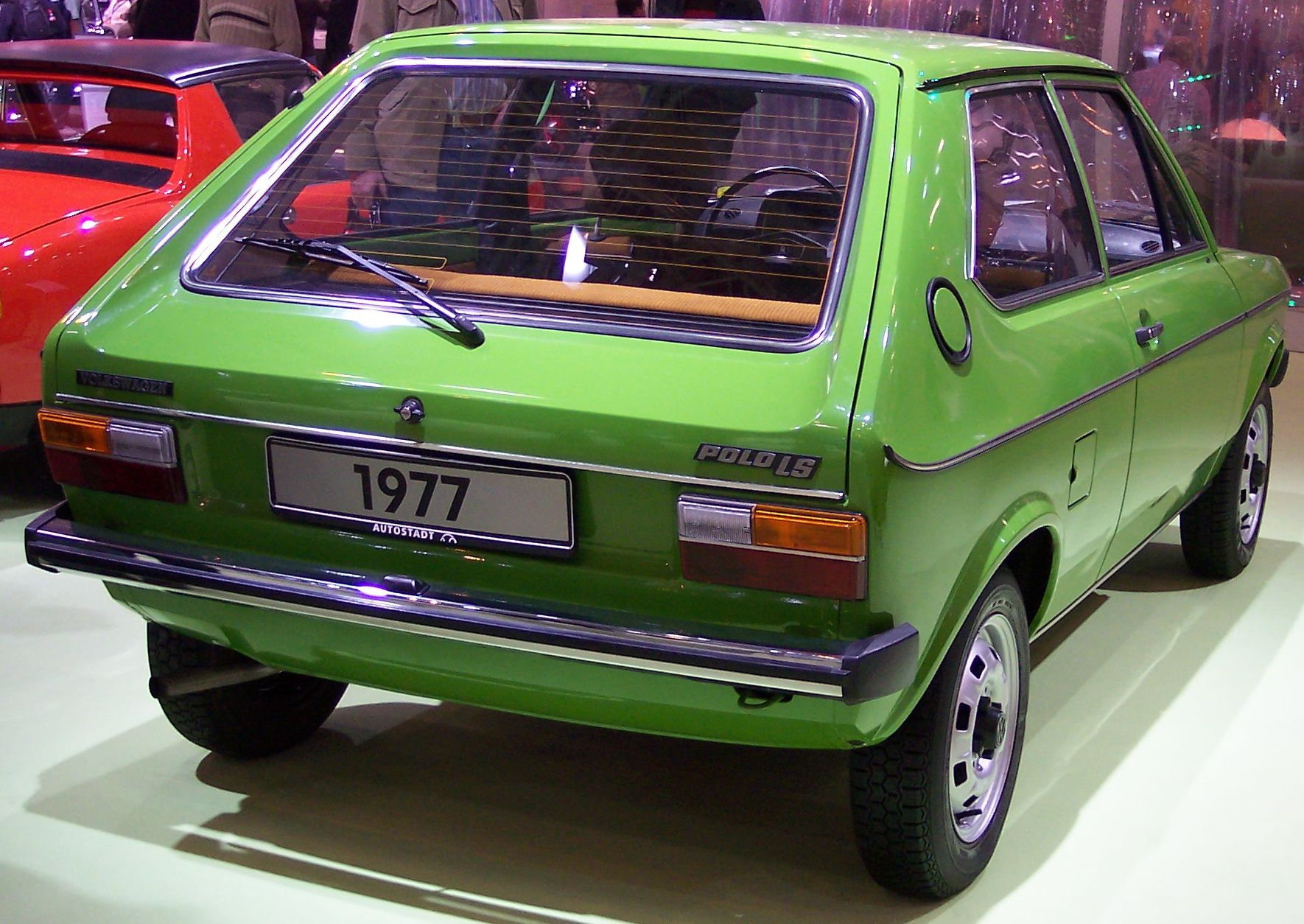
Vue arrière de la VW Polo I LS.
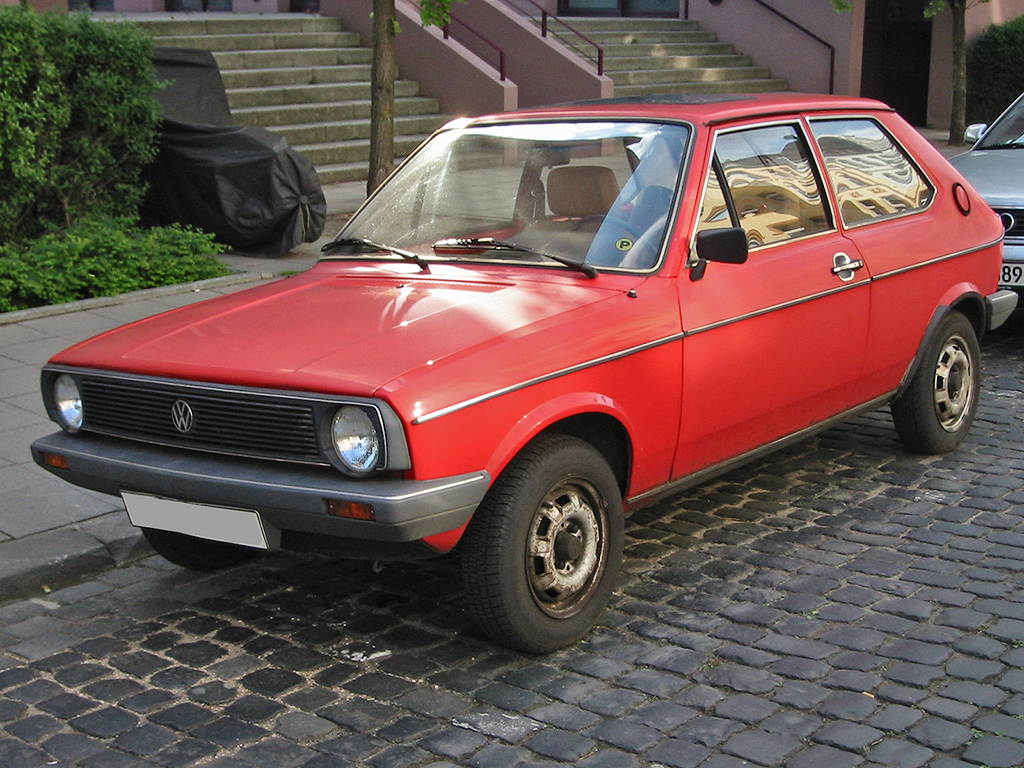
VW Polo I Phase 2.
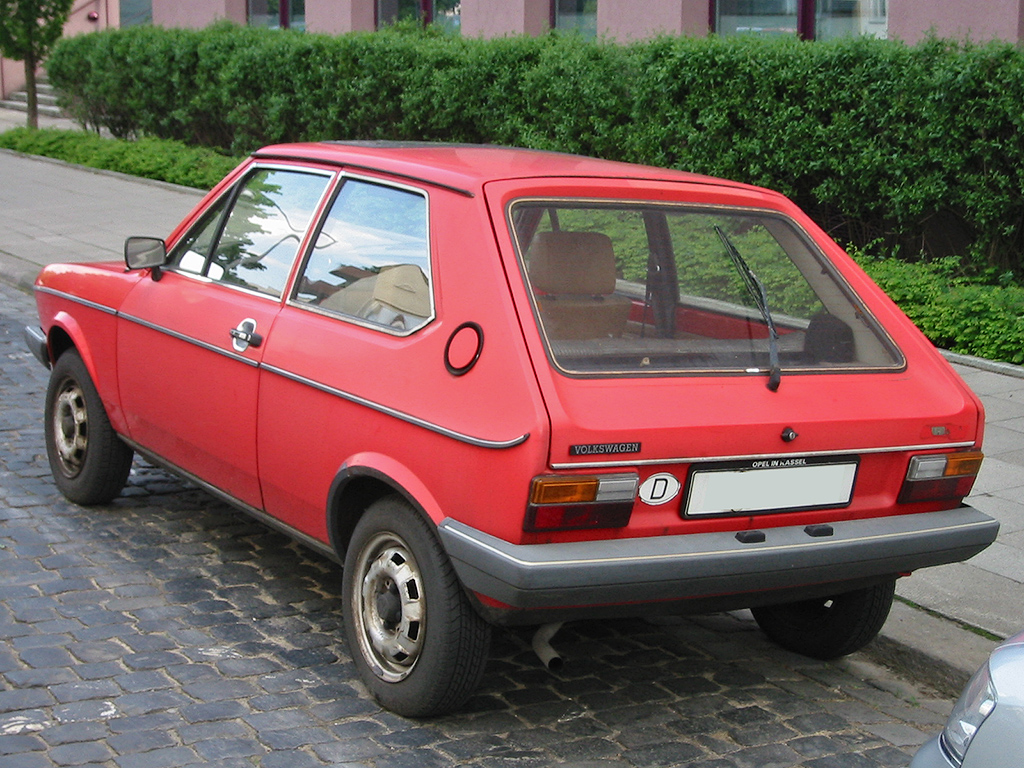
VW Polo I Phase 2.
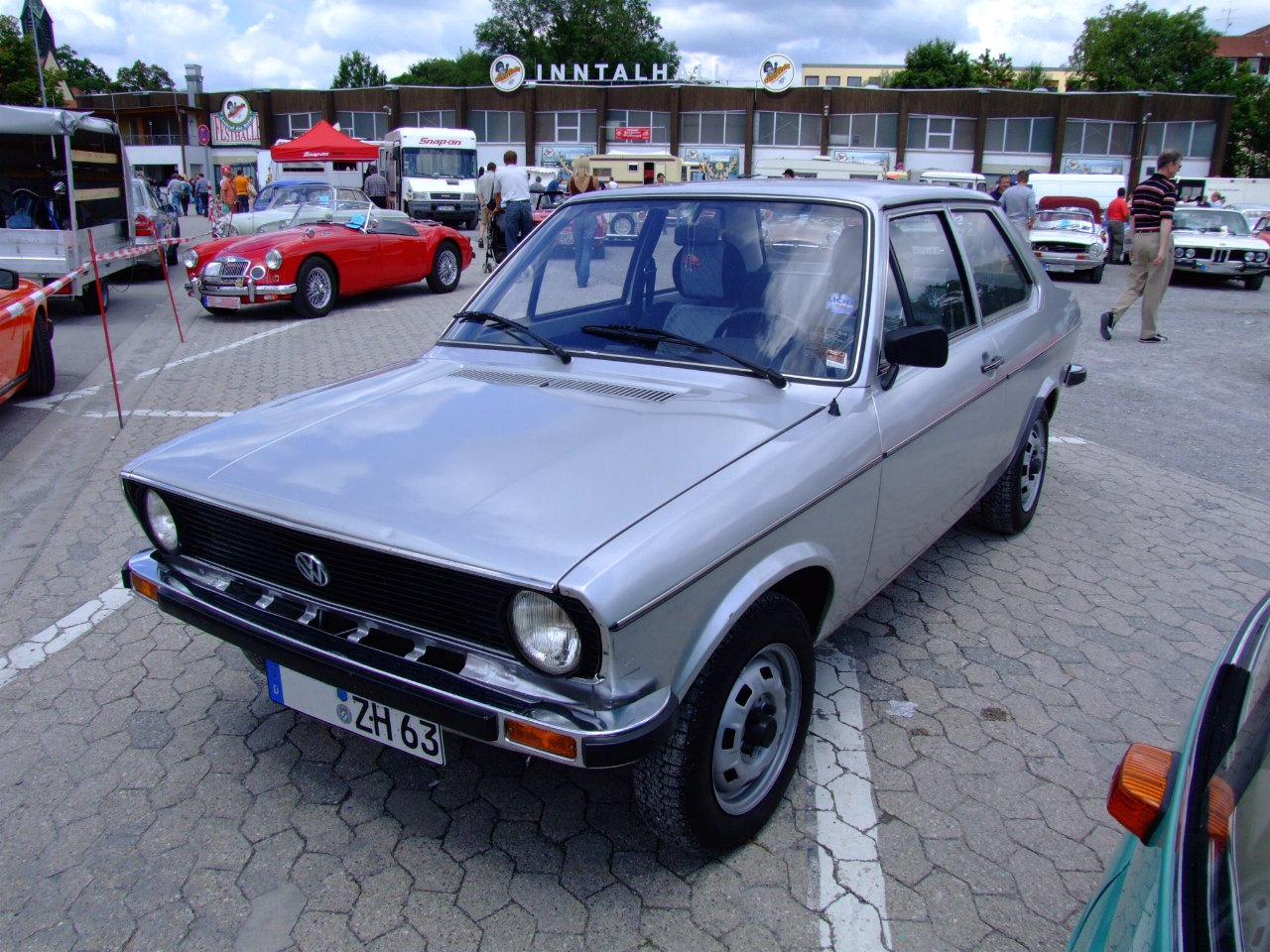
VW Derby I Phase 1.
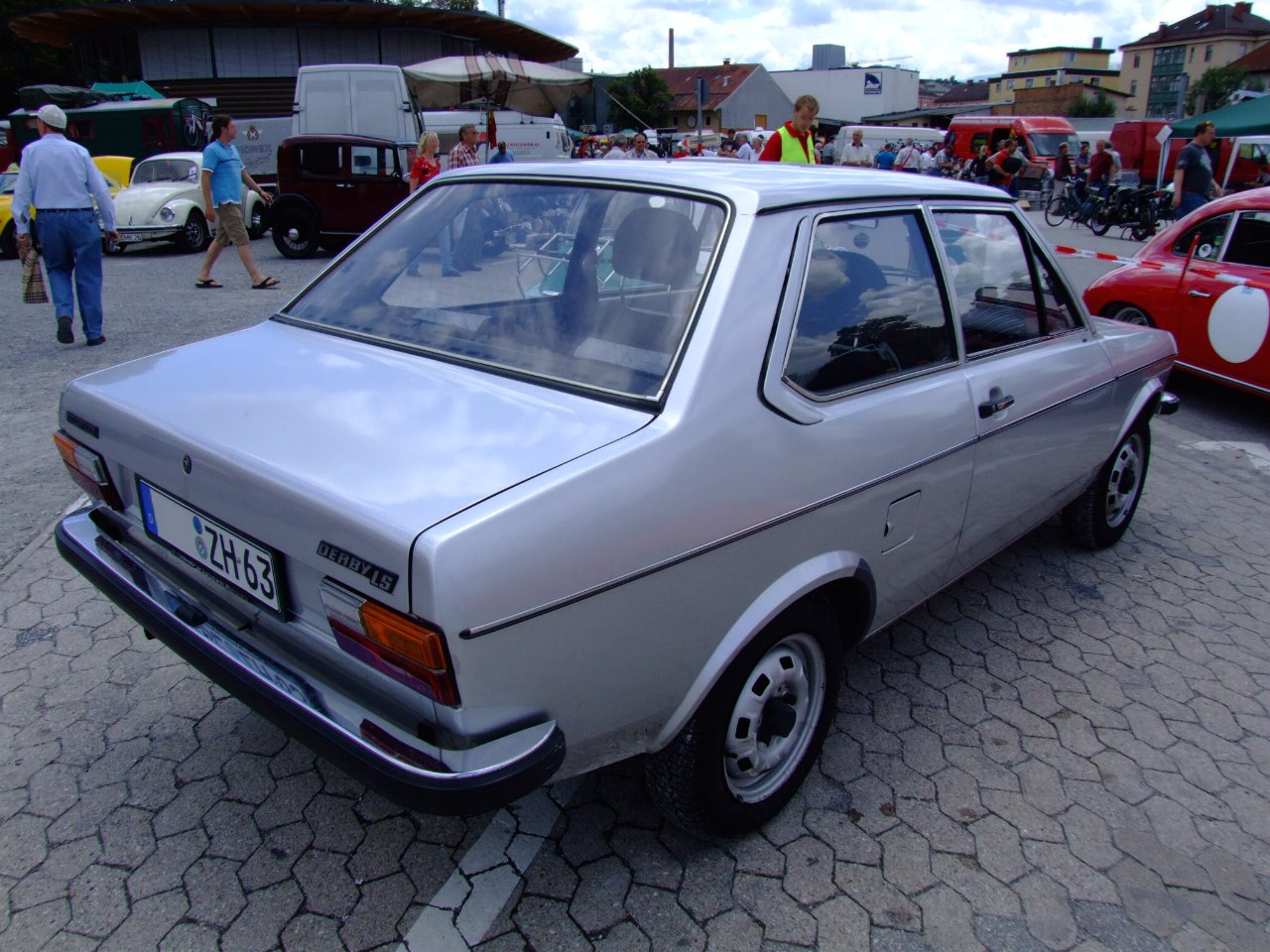
VW Derby I Phase 1.
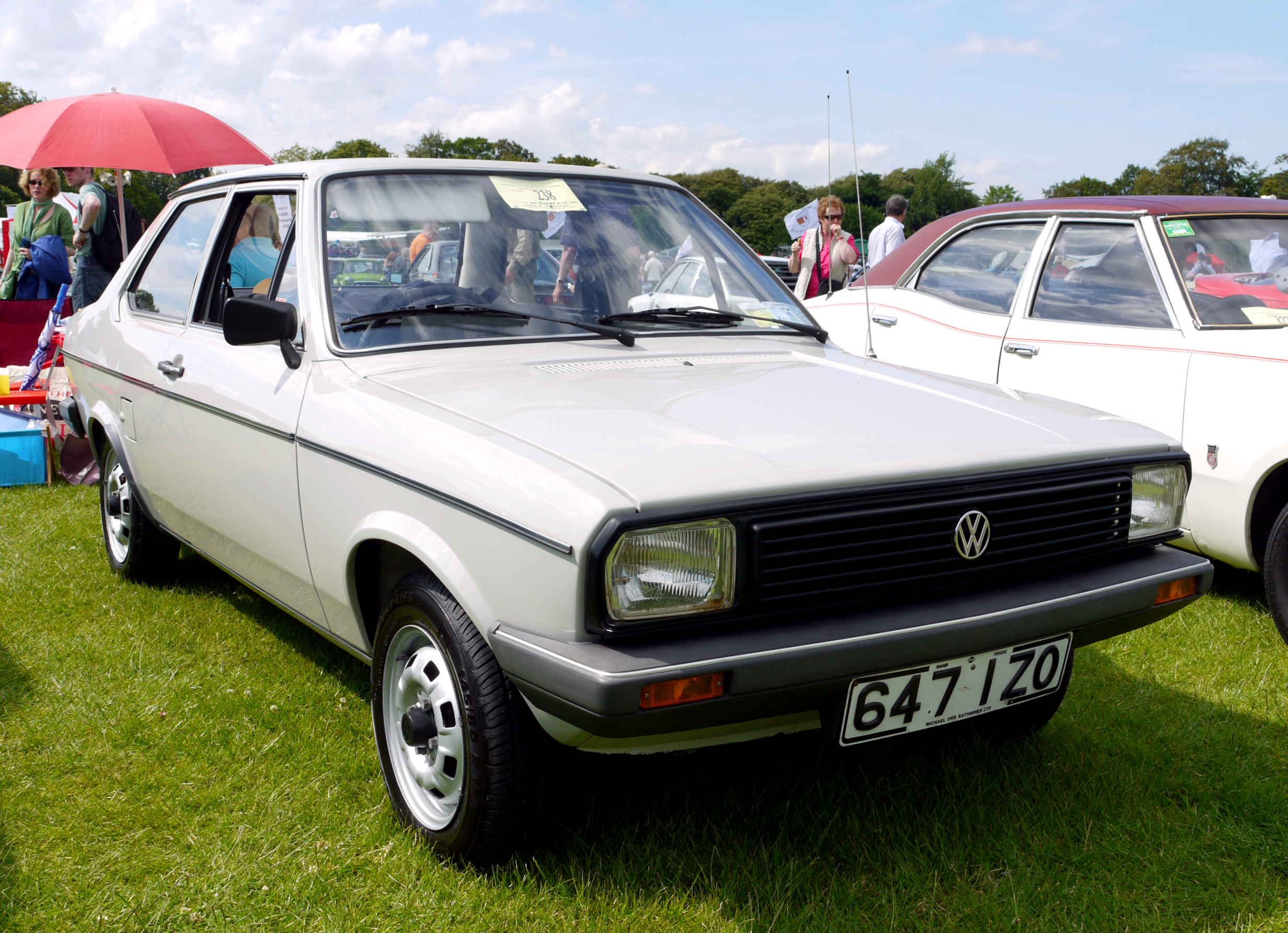
VW Derby Phase 2.
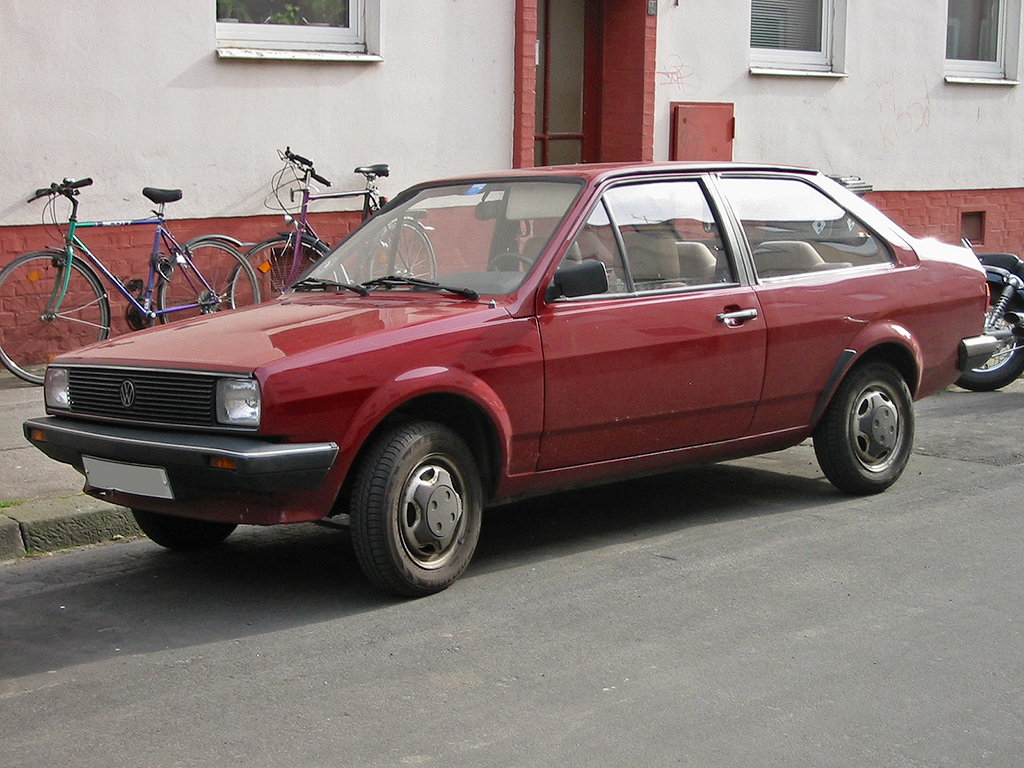
VW Derby I Phase 2.
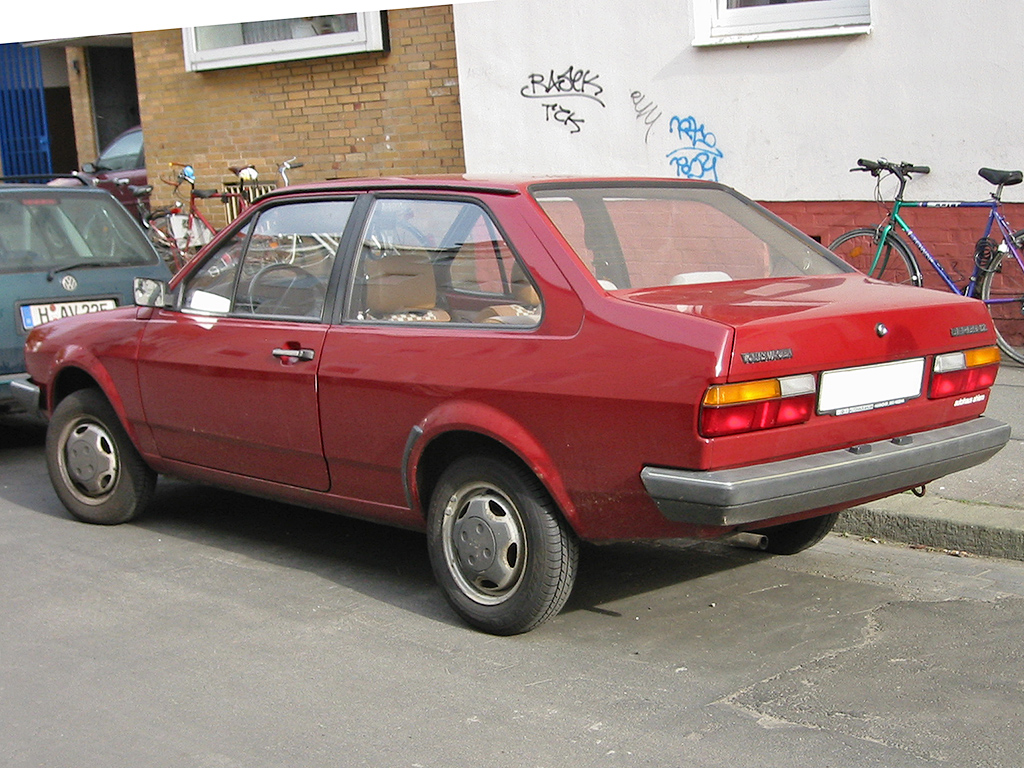
VW Derby I Phase 2.